# Sonny Bono
Salvatore „Sonny” Bono (ur. 16 lutego 1935 w Detroit, zm. 5 stycznia 1998 w South Lake Tahoe, Kalifornia) – amerykański producent muzyczny, wokalista, aktor i polityk, burmistrz Palm Springs i kongresmen.

## Życiorys
Pierwszą żoną Sonny'ego Bono była Donna Rankin, z którą miał córkę Christine „Christy” (ur. 24 czerwca 1958). 
Później związał się z Cher, wspólnie z którą tworzyli duet muzyczny Sonny & Cher, znany m.in. z przeboju „I Got You Babe” (1965). Dla Cher napisał m.in. piosenkę „Bang Bang (My Baby Shot Me Down)” (1966), która stała się wielkim przebojem, wykonywanym wkrótce przez wielu wykonawców; własne wersje mieli w swoim repertuarze m.in.: Nancy Sinatra, Vanilla Fudge i Ania Dąbrowska. 
Przez pierwszą połowę lat siedemdziesiątych prowadzili wspólnie programy telewizyjne ̣̣̣̼The Sonny & Cher Comedy Hour oraz The Sonny & Cher Show. Z Cher miał drugą córkę, Chastity Bono, urodzoną 4 marca 1969. Sześć lat później ich związek rozpadł się. W 2010 po operacji korekty płci sąd uznał jego córkę Chastity za mężczyznę jako Chaza Bono (ur. 4 marca 1969).
W okresie od 3 stycznia 1995 do śmierci 5 stycznia 1998 był przez dwie kadencje przedstawicielem 44. okręgu wyborczego w stanie Kalifornia w Izbie Reprezentantów Stanów Zjednoczonych.

## Śmierć
Według oficjalnego raportu, Bono zginął uderzając w drzewo na stoku narciarskim. Jednak zdaniem byłego agenta FBI Teda Gundersona, prowadzącego śledztwo w sprawie śmierci artysty, Bono został śmiertelnie pobity. Motywem zbrodni miał być strach przed zdemaskowaniem przez Bono prominentnych urzędników rządowych, którzy zamieszani byli w nielegalny handel bronią oraz narkotykami.